# Методий Светогорец
Методий Светогорец е виден български книжовник от II половина на XIV век, ученик и сътрудник на Йоан Светогорец.

## Биография
Методий работи във Великата Лавра „Свети Атанасий“ на Света гора. Преписва и разпространява преведените от учителя му книги. Два ръкописа на Методий се пазят в Синайския манастир. В приписки Методий отбелязва, че е преписал „от сладките изводи на стареца“ 7 псалтира, 5 часослова, 4 служебника, 3 лествици и много други книги. Йордан Иванов смята, че Методий Светогорец е преписал и един сборник с поучения на Ефрем Сирин, вероятно в Епикерниевия манастир край Сливен, който се пази в „Свети Павел“.